# Albert Christiansen
Albert Sigfrid Christiansen, född 28 september 1910 i Stockholm,  död 19 november 1998 i Bromma, var en svensk barnskådespelare. Han ligger begravd på Norra begravningsplatsen.
Christiansen medverkade som barnskådespelare i sju filmproduktioner, som vuxen utbildade han sig till ingenjör.

## Filmografi (urval)
- 1926 – Hon, Han och Andersson
- 1926 – Dollarmillionen
- 1925 – Ingmarsarvet
- 1925 – Kalle Utter
- 1925 – Skeppargatan 40
- 1923 – Mälarpirater
- 1923 – Gunnar Hedes saga

## Teater

### Roller
| År   | Roll            | Produktion                         | Regi          | Teater   |
| 1925 | Tredje pagen    | Sankta Johanna George Bernard Shaw | Gustaf Linden | Dramaten |
| 1926 | En betjäntpojke | Jokern H. Marsh Harwood            | Olof Molander | Dramaten |